# Saint-Couat-du-Razès
Saint-Couat-du-Razès é uma comuna francesa na região administrativa de Occitânia, no departamento de Aude. Estende-se por uma área de 6,4 km². Em 2010 a comuna tinha 45 habitantes (densidade: 7 hab./km²).